# فهرست فیلم‌های اصلی نتفلیکس
نِتفلیکس (انگلیسی: Netflix) یک پلت‌فرم و شرکت تولیدکنندهٔ محتوای برتر آمریکایی است که مقر اصلی آن در لس گاتوس، کالیفرنیا می‌باشد.
فهرست فیلم‌های اصلی نتفلیکس به تفکیک سال به شرح زیر است:
- فهرست فیلم‌های اصلی نتفلیکس (۲۰۱۵–۲۰۱۷)
- فهرست فیلم‌های اصلی نتفلیکس (۲۰۱۸)
- فهرست فیلم‌های اصلی نتفلیکس (۲۰۱۹)
- فهرست فیلم‌های اصلی نتفلیکس (۲۰۲۰)
- فهرست فیلم‌های اصلی نتفلیکس (۲۰۲۱)
- فهرست فیلم‌های اصلی نتفلیکس (از ۲۰۲۲)